# Foldalbruket kystkultursenter

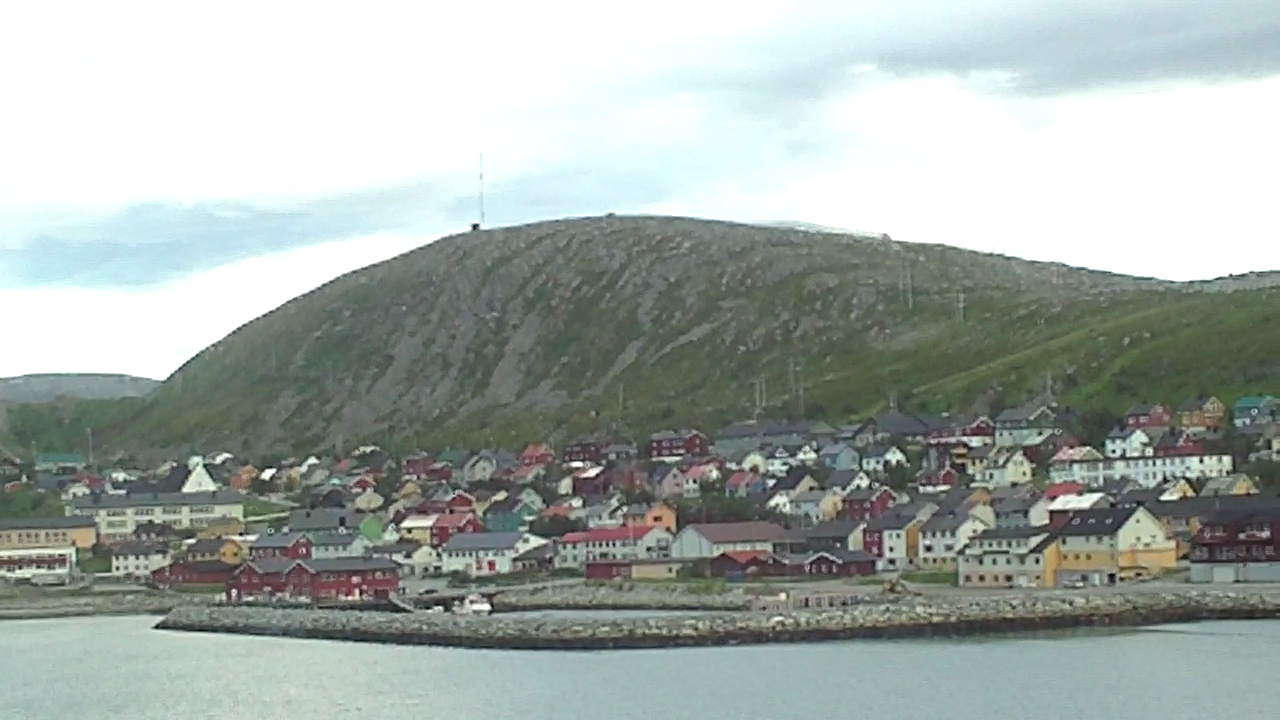
Kjøllefjord. Foldalbruket kystkultursenter ligger till vänster utanför bilden.

Foldalbruket kystkultursenter i Kjöllefjord i Lebesby kommun i Finnmark fylke i Norge är ett norskt industriminne och lokalhistoriskt museum.

## Företaget
Foldalbruket är en fiskprocessanläggning för bland annat torrfisk, som byggdes 1946–47 i traditionell arkitektur för nordnorsk kustbebyggelse. Ägare var Nils Foldal AS. Nils Foldal hade påbörjat  fiskhandel i Kjøllefjord på 1920-talet. Hela bebyggelsen i Kjøllefjord brändes ned och förstördes i november 1944 av retirerande tyska trupper. Våren 1945 reste ägaren Nils Foldal (1888-1964) tillbaka till det då folktomma samhället. Han påbörjade åter fiskinköp 1946, samtidigt som anläggningen återuppbyggdes. Våren 1947 blev det ett rikt fiske med handsnöre, juksa. Nybygget stod färdigt 1953.
Verksamheten blomstrade under 1950- och 60-talen, men gick efter hand sämre under 1970-talet. De sista fiskinköpen skedde 1980 och 1987 såldes kvarvarande lager av klippfisk till Nigeria. 

## Museet
Kjøllefjord kystlag engagerade sig under 1990-talet i att restaurera anläggningen, som nu ägs och drivs av Stiftelsen Foldal. I museet visas:
- chefsbostaden, med 1950-talsinredning med radiogrammofon, soffor i valnöt, lampetter och prydnadsföremål,
- kontoret, med dåtidens räknemaskiner och orderböcker, och
- fabriken, som är bevarad intakt, och vari också visas de fiskeredskap som användes.

Sedan 2017 är Foldalbruket medlem i Museene for kystkultur og gjenreisning i Finnmark.